# Louis Gaulard Dumesny
Louis Gaulard Dumesny est un chanteur d'opéra français du XVIIe siècle. Il possédait une voix de ténor léger et une tessiture de haute-contre.

## Biographie
Sa biographie est très lacunaire. Il fait ses débuts en 1677 avec un petit rôle dans l'opéra de Jean-Baptiste Lully, Isis. Il crée ensuite toute une série de rôles de haute-contre dans les opéras du compositeur dont ceux d'Atys, de Thésée, Persée, Amadis, Renaud, Acis et Achille. Après la mort de Lully, il crée encore plusieurs rôles dans divers opéras, notamment Énée et Lavinie de Pascal Collasse, Jason dans Médée de Marc-Antoine Charpentier, L'Europe galante d'André Campra, Issé et Amadis de Grèce d'André Cardinal Destouches.
Réputé pour ses qualités d'acteur et la puissance de sa voix, il devait, dit-on, mémoriser entièrement ses rôles car il ne lisait pas la musique. 